# Haakon Sörvik
Haakon Abraham  Sörvik (Göteborg, 31 oktober 1886 - Göteborg, 30 mei 1970) was een Zweeds turner.
Sörvik won samen met zijn broer Birger in 1908 met de Zweedse ploeg olympisch goud op de meerkamp.

## Olympische Zomerspelen
| Jaar | Plaats | Resultaten |
| ---- | ------ | ---------- |
| 1908 | Londen | team       |